# Vad
Vad (rusky Вад) nebo Velký Vad (rusky Большой Вад) je řeka v Penzenské oblasti a v Mordvinské republice v Rusku. Je dlouhá 222 km. Plocha povodí měří 6500 km².

## Průběh toku
Vzniká soutokem několika potoků, jež jsou napájeny podzemními prameny. Teče mezi pozvolnými bažinatými a lesnatými břehy. Ústí zleva do Mokše (povodí Oky).

## Vodní režim
Průměrný průtok vody na horním toku u Avdalova činí 7,5 m³/s.

## Využití
Při dostatečném vodním stavu je splavná pro vodáky.